# Алту-Теліс-Піріс (мікрорегіон)
Алту-Теліс-Піріс (порт. Microrregião de Alto Teles Pires) — мікрорегіон в Бразилії, входить в штат Мату-Гросу. Складова частина мезорегаону Північ штату Мату-Гросу. Населення становить 137 893 чоловік на 2006 рік. Займає площу 54 043,348 км². Густота населення — 2,4 чол./км².

## Склад мікрорегіону
До складу мікрорегіону включені наступні муніципалітети:
1. Іпіранга-ду-Норті
2. Ітаньянга
3. Лукас-ду-Ріу-Верді
4. Нобріс
5. Нова-Мутун
6. Нова-Убіратан
7. Санта-Ріта-ду-Трівелату
8. Соррізу
9. Тапура

| Бразилія | Це незавершена стаття з географії Бразилії. Ви можете допомогти проєкту, виправивши або дописавши її. |